# Ciîjivka, Zvenîhorodka
Ciîjivka (în ucraineană Чижівка) este o comună în raionul Zvenîhorodka, regiunea Cerkasî, Ucraina, formată numai din satul de reședință.

## Demografie
Componența lingvistică a comunei Ciîjivka
     Ucraineană (99,51%)
     Alte limbi (0,49%)
Conform recensământului din 2001, majoritatea populației comunei Ciîjivka era vorbitoare de ucraineană (99,51%), existând în minoritate și vorbitori de alte limbi.

## Legături externe
- pl Czyżówka, 3.) Cz., wieś, powiat zwinogródzki în Dicționarul geografic al Regatului Poloniei și al altor țări slave, volum I (Aa — Dereneczna) anul 1880

 — S. 890. Format:Ref-pl
- pl Czyżówka (1) în Dicționarul geografic al Regatului Poloniei și al altor țări slave, volum XV, p. 1 (Abablewo — Januszowo) 1900